# 경제결정론
경제적 결정론(Economic determinism)은 경제적 관계(예: 소유자 또는 자본가, 노동자 또는 프롤레타리아)가 사회의 다른 모든 사회적, 정치적 배치의 토대가 된다는 사회경제 이론이다. 이 이론은 사회는 경제체제의 성격이 관계된 정치권력으로 결정되는 경쟁적 경제계급으로 나뉘는 것을 강조한다.

## 마르크스주의 경제관
경제결정론은 인간의 의식, 사회의 사상, 이념, 정치, 법률 등의 상부구조가 그 사회의 하부구조인 경제적 기초에 의해 그 특징이 결정된다는 주장으로 마르크스주의의 주요 핵심논리이다. 마르크스는 “사회의 생산관계의 총화인 경제구조는 그 사회의 진정한 기초로서 그 위에 법률적, 정치적 상부구조가 발생하고 또한 일정한 형식의 사회의식이 그 기초에 부합하는 것이다. 물질생활에 있어서의 생활양식이 사회적·정치적·정신적 생활과정의 일반적 성격을 결정한다. 인간의 존재를 결정하는 것은 그들의 의식이 아니라, 그와 반대로 인간의 사회적 존재가 그들의 의식을 결정한다”고 하였다. 그러나 경제결정론은 그 결정력의 정도에 따라 의견이 나누어진다.
경제적 조건이 비록 근본적이라 해도 유일한 역사적 동인은 아니며, 모든 정치사건이나 사상 등이 직접적·배타적으로 경제에 귀속되는 것은 아니라는 비판이 제기된다. 알뛰세(L. Althusser)는 경제적 토대가 상부구조를 전적으로 결정하는 것이 아니라 상호의존한다고 보고 상부구조의 상대적 자율성을 인정한다. 그러나 그는 이데올로기적·정치적 수준의 상대적 자율성에도 불구하고 경제가 최종 국면에서 결정적인 역할을 한다는 점을 또한 인정하고 있다.이러한 주장들은 경제가 상부구조를 어느 정도 결정짓는가에 대해서 다소 차이가 있지만, 사회의 상부구조의 특징이 경제적 토대에 의해 결정된다는 점에서 일치한다.

## 같이 보기
- 공산주의
- 변증법적 유물론
- 역사철학

## 참고 문헌
- Helmut Fleischer, Marxism and History. New York: Harper Torchbooks, 1973.
- Friedrich Engels, Socialism: Utopian and Scientific. London: Mondial, 2006.